# بندر ديلم
بندر ديلم (بالفارسية: بندر دیلم) هي مركز مقاطعة ديلم في محافظة بوشهر إيران. يبلغ عدد سكان البلدة 19,829 نسمة. وبندر ديلم هي ميناء يقع على الساحل الشمالي الغربي للخليج العربي في منتصف الطريق بين ميناء بوشهر وميناء خارک، ويتبع هذا الميناء محافظة بوشهر.